# جوزيبي غامبينو
جوزيبي غامبينو هو لاعب كرة قدم سويسري في مركز الدفاع، ولد في 13 أغسطس 1968. لعب مع نادي شافهاوزن.